# Suontajanjärvi
Suontajanjärvi eller Suontaanjärvi är en sjö i Finland. Den ligger i kommunen Kemijärvi i landskapet Lappland, i den norra delen av landet, 700 km norr om huvudstaden Helsingfors. Suontajanjärvi ligger 201,6 meter över havet. Arean är 64,3 hektar och strandlinjen är 4,36 kilometer lång. Sjön  ingår i Kemi älvs huvudavrinningsområde. 